# Gintautas Umaras
Gintautas Umaras (Kaunas, 20 maggio 1963) è un ex pistard lituano, fino al 1991 sovietico.
Ha rappresentato l'Unione Sovietica alle Olimpiadi di Seul 1988, durante le quali vinse la medaglia d'oro nell'inseguimento individuale 4 km. e nell'inseguimento a squadre al fianco di Vjačeslav Ekimov, Dmitrij Neljubin e Artūras Kasputis. Durante l'epoca sovietica si è allenato presso la società sportiva Dynamo a Klaipėda.

## Carriera
Per la maggior parte della sua carriera ha gareggiato a livello dilettantistico. È stato ciclista professionista dal 1989 al 1991. Umaras ha ottenuto diversi record mondiali: nel 1984 ha battuto il record nell'inseguimento individuale 5 km, nel 1985, 1986 e 1987 nell'inseguimento individuale 4 km e nel 1988 nell'inseguimento a squadre 4 km.
Oltre alle citate due medaglie d'oro olimpiche, ai Campionati mondiali di ciclismo su pista ha vinto, sempre nell'inseguimento, una medaglia d'oro nel 1987 e due medaglie d'argento nel 1985 e nel 1986 nella gara individuale; nella gara a squadre ha vinto una medaglia d'oro nel 1987 ed una medaglia di bronzo nel 1985.
Umaras è stato tra le persone che hanno contribuito a fondare il Comitato olimpico nazionale della Lituania quando il suo Paese ha riacquistato l'indipendenza dall'Unione Sovietica. È stato in seguito nominato vice presidente dello stesso Comitato.
Gintautas e suo fratello Mindaugas, anch'egli ex pistard, gestiscono diversi negozi di articoli sportivi a Vilnius e Klaipėda.